# Joseph Patrat
Joseph Patrat, selten Patras, (* 7. Mai 1733 in Arles, Département; † 4. Juni 1801 in Paris) war ein französischer Librettist und Schauspieler.

## Leben
Patrat war der Sohn eines Bühnenarbeiters und arbeitete seit seiner Jugend mit seinem Vater. 1754 schloss er sich einer Theatergesellschaft an und kam zusammen mit dieser auch nach Deutschland. Diese Tournee endete in Berlin, wo Patrat 1755 als Schauspieler am Hoftheater debütierte.
Nach einigen stummen Rollen wechselte Patrat zu einer Wanderbühne, die durch die Österreichischen Niederlande zog; ihr Standort wurde das Théâtre de la Monnaie, von wo aus sie immer wieder zu Auftritten in anderen Städten aufbrachen. Später trat Patrat u. a. auch in Marseille und in Genf auf. Ab seinem Aufenthalt in Genf begann er dann Libretti zu verfassen und sein Wirken als Schauspieler wurde immer seltener.
1780 ließ sich Patrat in Paris nieder und schloss sich Mademoiselle Montansier (1730–1820) und ihrem Ensemble an. Wahrscheinlich konnte Patrat in dieser Zeit auch in Schloss Versailles vor König Ludwig XVI. auftreten. Als zu Beginn der Terrorherrschaft (Französische Revolution) Mlle. Montansier verhaftet und ihr Théâtre des Arts geschlossen wurde, gab Patrat die Schauspielerei endgültig auf und arbeitete nur noch als Autor. Seine Stücke (Libretti) waren u. a. an der Comédie-Française, am Théâtre des Variétés-Amusantes, Théâtre de l’Ambigu-Comique, Théâtre-Italien, Théâtre du Palais Royal, Théâtre National de l’Odéon und Théâtre Feydeau zu sehen.
Mit 68 Jahren starb Patrat am 4. Juni 1801 in Paris und fand dort auch seine letzte Ruhestätte.

## Libretti (Auswahl)
- Bernhard Christoph d’Arien: Le sourd et l’aveugle.
  - Deutsch: Der Blinde und der Taube.
- Nicolas-Joseph Chartrain: L’avocat Patelin. Opéra comique en deux actes.[1]
- Henri Herdliska: L’amant discret!.
- Michel Masson: Les deux frères.[2]
- Wilhelm Reuling: La résolution inutile ou Les désguisements amoureux.
  - Deutsch: List und Phlegma.
- Les présent ou l’heureux quipropo.
  - Deutsch: Das glückliche Mißverständnis.
- Les deux grenadiers ou Les quipropos.[3]
  - Deutsch: Die zwei Grendiere.